# Rieben (Adelsgeschlecht)

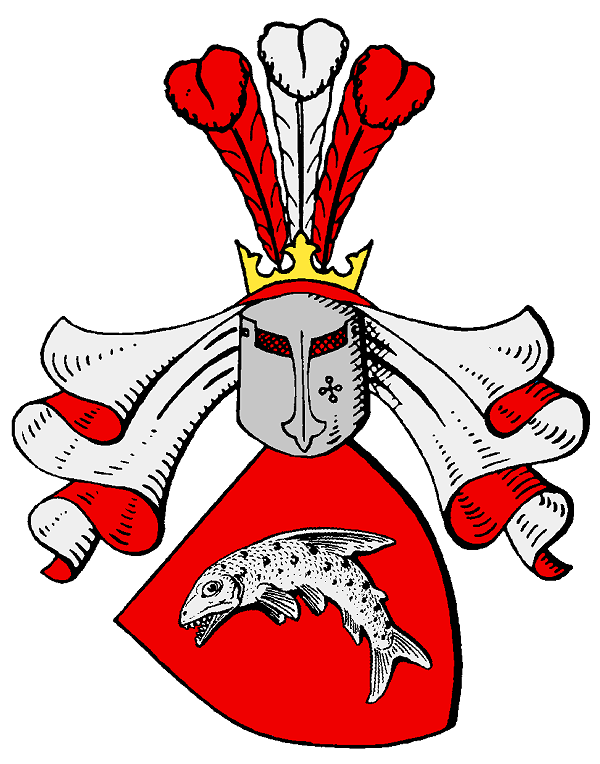
Wappen derer von Rieben

Rieben, auch Riebe, ist der Name eines alten, ursprünglich mecklenburgischen Adelsgeschlechts. Die Herren von Rieben gelangten später auch in Pommern, Schlesien und Preußen zu Besitz und Ansehen.

## Geschichte

### Herkunft

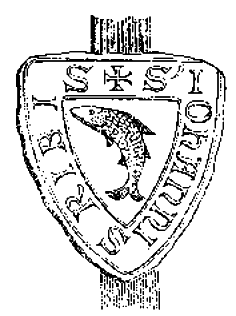
Siegel des Henricus Ribe von 1237

Die Familie ist wahrscheinlich wendischen Ursprungs und stammte aus Lauenburg. Erstmals urkundlich wird das Geschlecht am 26. Dezember 1237 mit Henricus Ribe erwähnt, der als Zeuge die Bestätigung des Klosters Rehna durch Bischof Ludolf von Ratzeburg besiegelt. Nach Namen, Wappen und Überlieferungen kann unterstellt werden, dass die von Riben edler wendischer Herkunft sind, ebenso, dass sie bereits 1170 auf der Burg Galenbeck saßen, die damals nur eine hölzerne Turmhügelburg war. 1171 wird Ribe als Mitstreiter vom Kloster Broda auf Galenbeck und 1237 Heinrich Ribe als Ritter von Jatzke genannt. Galenbeck gehörte zur Herrschaft Stargard, die seit der Eroberung um 1130 bis 1236 zum Herzogtum Pommern gehörte, danach an die brandenburgischen Markgrafen aus dem Hause der Askanier und Ende des 13. Jahrhunderts an Heinrich II., den Löwen, von Mecklenburg gelangte. Die im 13. Jahrhundert als brandenburgische Grenzburg zu Pommern ausgebaute Burg Galenbeck erhielt im ersten Drittel des 15. Jahrhunderts ihren Bergfried, wurde jedoch bereits 1453 durch eine Stralsunder Streitmacht zerstört. Das Rittergut blieb bis zur Enteignung durch die Bodenreform 1945 im Besitz derer von Rieben. Es war ein Lehen der Herzöge zu Mecklenburg, zeitweise der Nebenlinie Mecklenburg-Stargard, und ab 1701 des (Teil-)Herzogtums Mecklenburg-Strelitz. 
Die ununterbrochene Stammreihe der Familie beginnt 1383–1408 mit Vicco von Rieben auf Burg Galenbeck. Er war als herzoglich mecklenburgischer Rat 1408 Zeuge für eine Stiftung der Herzöge von Mecklenburg wegen des Sieges über Brandenburg 1399.

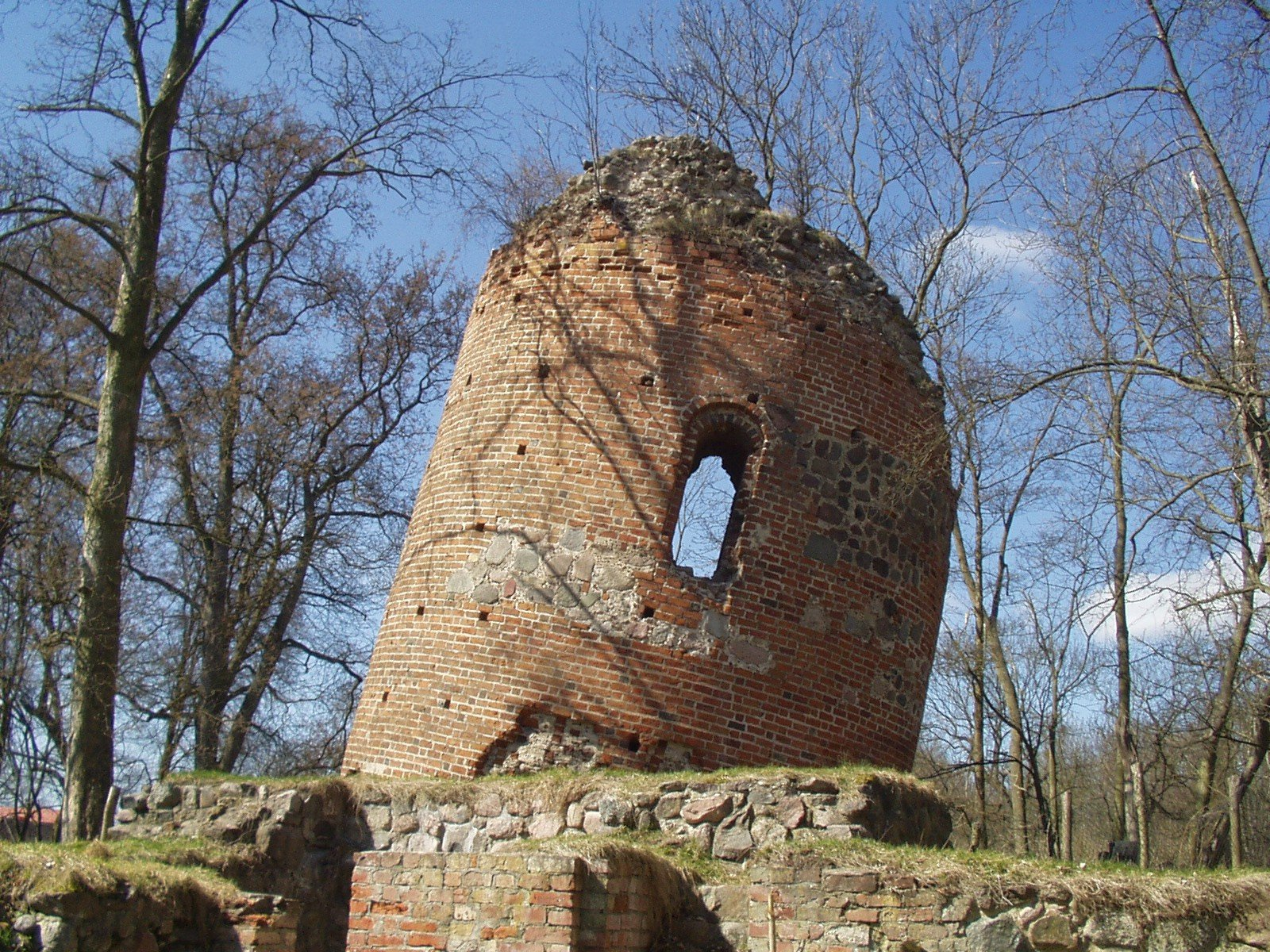
Burg Galenbeck
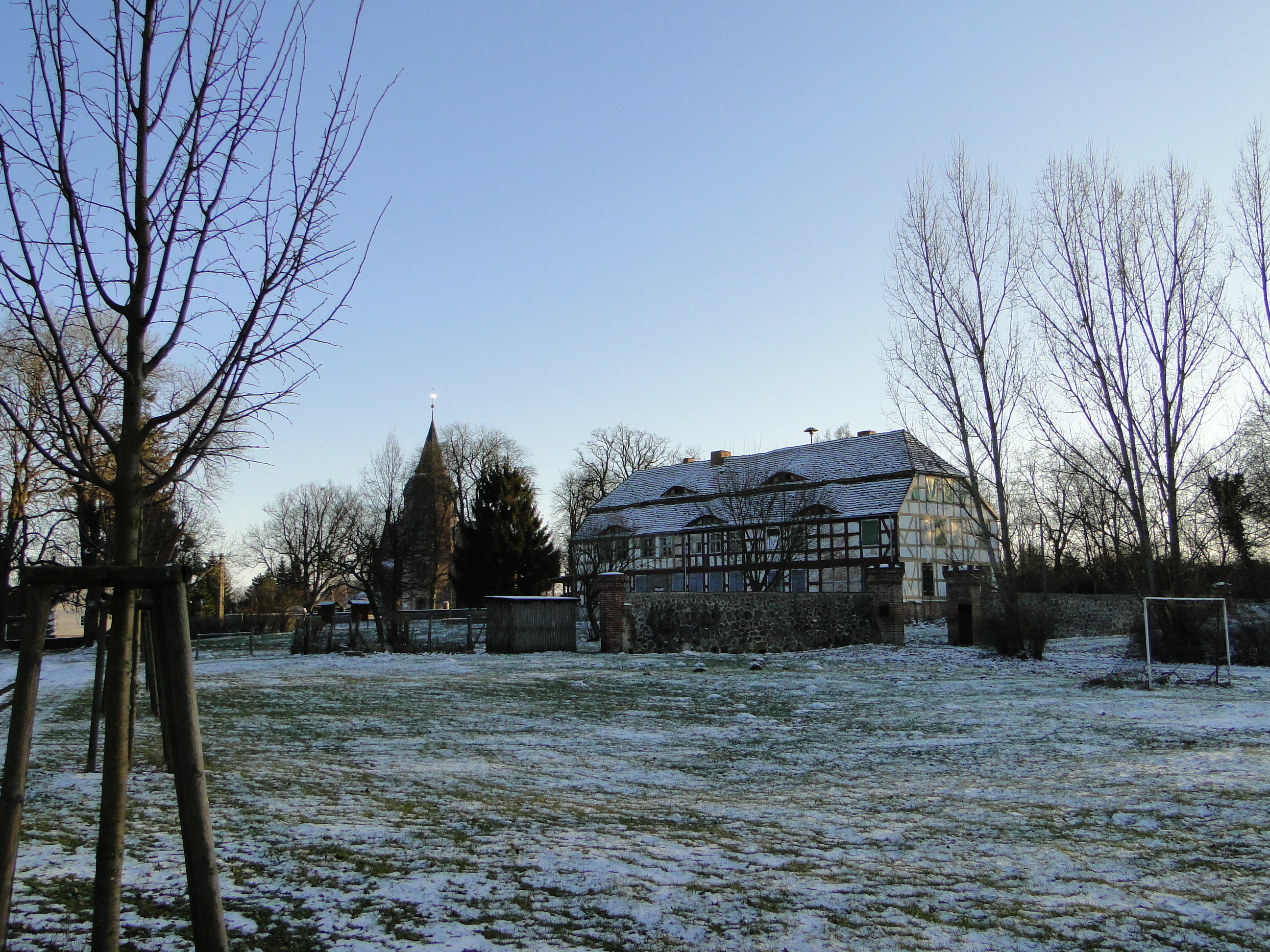
Gutshaus Galenbeck

### Ausbreitung und Besitzungen
Nach Kneschke gehörte auch Hermann Rybe zur Familie, der 1289 Vormund von Herzog Albert war.
1523 gehörten die Herren von Rieben zu den Mitunterzeichnern der Union der Landstände. Achim von Rieben war um 1545 fürstlich braunschweigischer Rat. Georg von Rieben diente unter den deutschen Truppen im Navarrischen Religionskrieg; er wurde 1587 von Bauern in der Schweiz erschlagen. Johann Carl von Rieben war 1712 königlich preußischer Oberstwachtmeister in der Grenadiergarde. Um 1800 lebte ein von Rieben als königlicher Forstmeister in Berlin und 1806 war ein Herr von Rieben Postmeister zu Iserlohn.
Friedrich von Rieben, Herr auf Schliesen im ehemaligen Landkreis Wohlau, war 1837 Landesältester. Sein Bruder Adolph von Rieben besaß das Gut Kutscheborwitz bei Wohlau. Um die gleiche Zeit war der Landdrost von Rieben Herr auf Galenbeck.

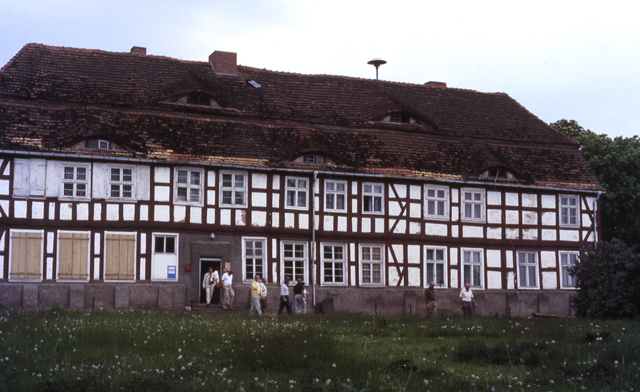
Gutshaus Galenbeck

Galenbeck gehörte zu den ältesten riebenschen Besitzungen. Es war von 1170 bis 1945 in Familienbesitz. Die dort errichtete Burg stammte aus dem 13. Jahrhundert, wurde aber 1453 von brandenburgischen Truppen zerstört. Von der Burg sind noch die Ruinen des Bergfrieds aus dem 15. Jahrhundert und eines eckigen Wohnturms aus der zweiten Hälfte des 13. Jahrhunderts erhalten. Das Gutshaus, ein Fachwerkbau, wurde 1712 von der Familie von Rieben als herrschaftliches Wohnhaus errichtet.
1521 konnten Angehörige Brohm und Cosa (heute beides Ortsteile von Friedland) erwerben. Beide gingen 1846 an die von Oertzen über. 
In der Mark Brandenburg war die Familie 1565 zu Lauenhagen und 1588 zu Neuensund besitzlich. Mitte des 19. Jahrhunderts war Helmut von Rieben, Major außer Dienst, Herr auf Schildberg im Landkreis Soldin und Lauenhagen im Landkreis Prenzlau. Wilhelm Bernhard Adolph von Rieben, Major außer Dienst, war Herr auf Kadlewe und Kutscheborwitz im Landkreis Wohlau. Ein Herr von Rieben war zu Schlaube im Landkreis Guhrau, Bernhard von Rieben zu Schliesen und Brenowitz im Landkreis Wohlau besitzlich. Die Witwe Rieben, eine geborene von Tschammer, war Besitzerin des Gutes Hochbeltsch im Landkreis Guhrau, und eine Frau von Rieben war Besitzerin des Kölmergutes Schrotz im Landkreis Deutsch Krone.
Im Einschreibebuch des Klosters Dobbertin befinden sich 14 Eintragungen von Töchtern der Familien von Rieben aus Brohm, Rey, Schönhausen, Klein Lunow und Kutscheborwitz aus den Jahren 1706-1832 zur Aufnahme in das dortige adelige Damenstift. Auf dem Klosterfriedhof Dobbertin steht noch der Grabstein der Konventualin Nr. 1275 Minna von Rieben.

### Besitzungen
Im Land Stargard
- Galenbeck 1170–1945
- Gehren 1500–1945
- Wittenborn 1703–1945
- Brohm 1525–1846
- Friedrichshof 1749–1831
- Hohenstein 1805–1877
- Cosa 1525–1846
- Schönhausen 1477–1820
- Voigtsdorf 1521–1820
- Matzdorf 1519–1808

In Mecklenburg-Schwerin
- Rey bei Altkalen 1710–1789
- Weisin 1728–1782[7]
- Weselin bei Sternberg 1728–1745[8]

### Familienverband
Seit 1920 bestand ein Familienverband, der alle zwei Jahre in Galenbeck Familientage abhielt. Mitglieder der Linie Galenbeck lebten 1977 in Ontario, Canada. Andere Familienmitglieder lebten im 19. und 20. Jahrhundert zumindest bis 1949 in Südaustralien.

### Standeserhebungen
Carl Constantin von Rieben auf Giesensdorf, heute Berlin-Lichterfelde, im damaligen Landkreis Teltow, königlich preußischer Leutnant außer Dienst, wurde am 15. Oktober 1840 zu Berlin in den preußischen Freiherrenstand erhoben.

## Wappen

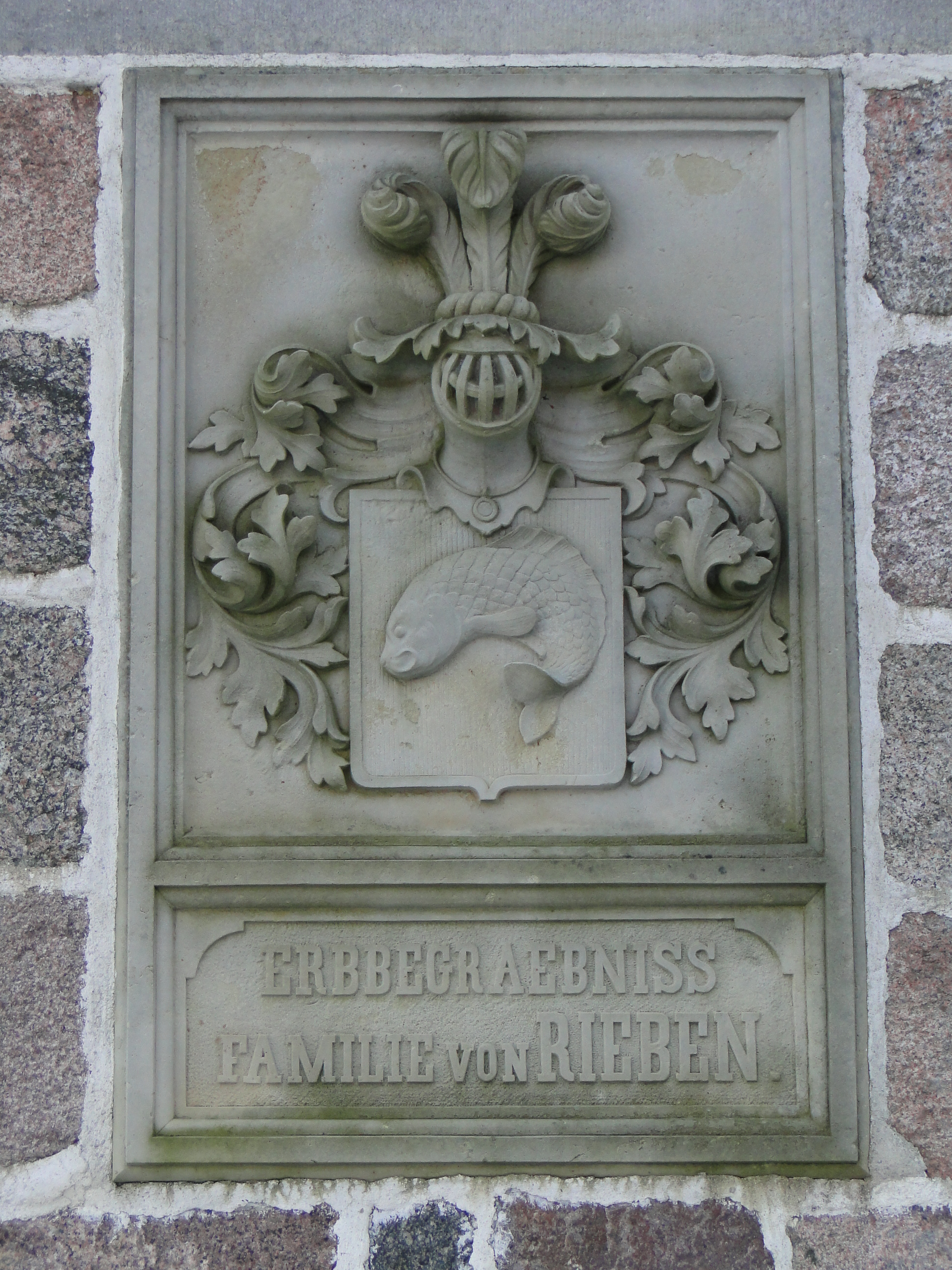
Wappen vom Erbbegräbnis der Familie Rieben in Galenbeck

Das Wappen zeigt in Rot einen gekrümmten silbernen Fisch. Auf dem Helm mit rot-silbernen Helmdecken drei Straußenfedern (rot-silbern-rot).
Das Wappen ist vermutlich redend, da im Wendischen Riba »Fisch« bedeutet.

## Personen
- Otto von Rieben (1773–1814), auf Brohm mit Cosa[11]
- Georg Alexander von Rieben (1799–1877), mecklenburgischer Gutsbesitzer, Landrat und Politiker
- Julius von Rieben (1800–1888), preußischer Generalleutnant, Direktor des Marineministeriums; 1867 Bevollmächtigter zum Bundesrat des Norddeutschen Bundes
- Vicco von Rieben (1832–1902), auf Galenbeck, kaiserl. russ. Generalmajor a. D.
- Henning von Rieben (1911–2005),[12] Ehrenkommendator des Johanniterordens[13]